# Heart of America
Heart of America ist ein deutsch-kanadisches Filmdrama von Uwe Boll. Er erschien 2003 und behandelt die Vorgeschichte eines Schulmassakers.

## Handlung
Der Film spielt am letzten Tag vor den Sommerferien an der fiktiven US-amerikanischen Riverton High School. Die Geschichte wird aus mehreren Perspektiven erzählt und behandelt einige Subplots mit Rückblenden.

### Lehrer
Harold Lewis, Direktor der Riverton Highschool, muss ein ernstes Gespräch mit Will Prat, dem Lehrer für Kreatives Schreiben, führen. Der erfolglose Hobby-Schriftsteller hatte die Schüler überwiegend schlecht bewertet und vor der Klasse gedemütigt. Nach einigem Zureden möchte Prat dies nun am letzten Tag wiedergutmachen.

### Die Schläger
Die Schlägertruppe trifft sich wie immer auf dem Sportplatz. Bei einem Joint erzählt Frank Herman (Will Sanderson) vor seinem kleinen Bruder Ricky (Brendan Fletcher) von seinen Eskapaden, als er noch auf der Schule war. Mit Interesse folgt die Schlägertruppe der Geschichte, wie Frank und seine Kumpane ein behindertes Mädchen vergewaltigt haben. Ricky, der inzwischen die Rolle seines Bruders als Schulschläger eingenommen hat, gerät ins Grübeln.

### Dara, Daniel und Barry
Daniel Lynne und Barry Schultz (Michael Belyea) haben für den letzten Schultag geplant, sich an ihren Mitschülern, die sie jahrelang gequält und gemobbt haben, zu rächen. Sie haben sich zu diesem Zweck Schusswaffen besorgt und in der Schule versteckt. Während Barry Bedenken hat, wartet Daniel sehnsüchtig auf den Tag seiner Rache. Ihnen schließt sich Dara (Elisabeth Rosen) an, eine Junkiebraut, die in den Footballspieler Paul (Alejandro Rae) verliebt ist. Dieser hatte sie jedoch nur sexuell ausgenutzt.

### Weitere Schüler
Paul versucht mit seiner langjährigen Freundin Karyn Lewis (Stefanie MacGilivray) Schluss zu machen. Diese hatte sich ihm sexuell verweigert und nun hält er ihr vor, wie oft er sie betrogen habe. Der überdurchschnittlich intelligente Schüler Wex Presley (G. Michael Gray) verdingt sich als Drogendealer und bekommt von der Schulpsychologin eine Ansprache gehalten. Ein Pärchen streitet um eine Schwangerschaft.

### Der Amoklauf
Daniel erschießt Ricky und einige Mitglieder seiner Schlägertruppe. Versehentlich erschießt er dabei auch den werdenden Vater. Er richtet nach den Schüssen die Waffe gegen sich selbst. Dara erschießt Will Prat, weil dieser sie gedemütigt hatte, und ihre Nebenbuhlerin Karyn Lewis. Sie wird von einem Mitglied der Schlägertruppe, der vorher Daniel misshandelt hatte, überwältigt, wonach der Schläger als Held gefeiert wird. Barry, der sich nicht an dem Massaker beteiligt hatte, geht nach Hause.
Der Film endet mit mehreren Schrifttafeln, die auf andere Schulmassaker in den Vereinigten Staaten hinweisen.

## Hintergrund
Der Film erschien, nachdem es ab Ende der 1990er Jahre zu einem signifikanten Anstieg an Schulamokläufen, unter anderem in Columbine und Erfurt, gekommen war. Es ist der dritte Film seiner eigens gegründeten Boll KG und wurde überwiegend in Kanada mit internationaler Besetzung gedreht.

## Kritik
Uwe Boll vergleicht im Audiokommentar den Film mit Gus Van Sants Elephant und macht diesen für seinen Misserfolg bei den Filmfestspielen von Cannes 2003 verantwortlich, obwohl er seines Erachtens den besseren Film abgeliefert habe. Die überwiegende Mehrheit der Filmkritiker teilte diese Selbsteinschätzung nicht, obwohl der Film als eines der besseren Boll-Werke gilt. Auf der offiziellen Internetpräsenz verweist Uwe Boll stolz auf den Film lobende Glückwünsche von Ron Howard.

„Überhöhtes, (nicht nur) am amerikanischen Schulalltag ausgerichtetes Drama, das zu analysieren versucht, wie kleinste Störungen im Schulablauf zu Katastrophen führen können. Durchaus um Ernsthaftigkeit bemüht, bezieht sich der Film auf die tödlichen Ereignisse in Littleton und Erfurt, um mögliche Ursachen von Schüleramokläufen zu beleuchten.“

„Rein filmisch mag ‚Heart Of America‘ Uwe Bolls erträglichster Fehlschlag sein, aber trotzdem ist er von vorne bis hinten vor allem strohdumm und sadistisch – und das ist bei einem Film, der unbedingt als ernsthafter Beitrag zum Columbine-Massaker wahrgenommen werden möchte, natürlich absolut unerträglich.“

„Der Film ist um einiges fesselnder als ich gedacht habe, zumal ich ehrlich gesagt von einem Drama aus Uwe Bolls Feder nicht gerade viel erwartet habe. Aber er zeigt, dass er es kann: Filme drehen, mein’ ich, und vielleicht kann man ja sogar hoffen, dass seine nächsten Filme (wie das 60-Millionen-Dollar-Projekt In the Name of the King (2007), Far Cry (2008)) wieder einiges von der Qualität bereitstellen, die Heart of America zeigt – auch wenn es Unterhaltungsfilme sind, was man von diesem nun wahrlich nicht behaupten kann.“